# (33755) 1999 RU47
1999 RU47 (asteroide 33755) é um asteroide da cintura principal. Possui uma excentricidade de 0.05455620 e uma inclinação de 12.58207º.
Este asteroide foi descoberto no dia 7 de setembro de 1999 por LINEAR em Socorro.